# Aleksandar Todorovski
Pour les articles homonymes, voir Todorovski.
Aleksandar Todorovski (en macédonien : Александар Тодоровски), né le 26 février 1984 à Kraljevo en Yougoslavie, est un footballeur international macédonien, qui évolue au poste de défenseur. Il possède également la nationalité serbe.

## Biographie

### Carrière en club
Avec le club du Sturm Graz, Aleksandar Todorovski dispute deux matchs en Ligue Europa.

### Carrière internationale
Aleksandar Todorovski compte 16 sélections avec l'équipe de Macédoine depuis 2010. 
Il est convoqué pour la première fois en équipe de Macédoine par le sélectionneur national Mirsad Jonuz, pour un match amical contre le Monténégro le 3 mars 2010. Il entre à la 72e minute de la rencontre, à la place de Vlade Lazarevski. Le match se solde par une victoire 2-1 des Macédoniens.

## Palmarès
- Avec le Radnički Beograd
  - Champion de Serbie-et-Monténégro de D2 en 2004.

- Avec le Zagłębie Lubin
  - Champion de Pologne de D2 en 2015